# Iván Bilibin
Iván Yákovlevich Bílibin (en ruso: Иван Яковлевич Билибин) (16 de agosto de 1876 - 7 de febrero de 1942) fue uno de los ilustradores más influyentes del siglo XX y diseñadores escénicos que tomó parte en el Mir iskusstva y contribuyó a los Ballets Rusos. A lo largo de su carrera, estuvo fuertemente inspirado por el folclore eslavo.

## Biografía
Iván Bílibin nació en un suburbio de San Petersburgo. Estudió con Iliá Repin y amplió sus estudios en Múnich. Entre 1902 y 1904 Bílibin viajó por el norte de Rusia, donde quedó fascinado por la arquitectura antigua de madera y el folclore ruso. Publicó sus hallazgos en la monografía Artes folclóricas del norte de Rusia en 1904. Otra influencia importante en su arte fueron las impresiones tradicionales japonesas.
Bílibin obtuvo renombre en 1899, cuando publicó sus innovadoras ilustraciones de cuentos de hadas rusos. Durante la Revolución Rusa de 1905, realizó caricaturas revolucionarias. La Revolución de Octubre (1917), sin embargo, le resultó ajena. Después de cortos períodos en El Cairo y Alejandría, se estableció en París en 1925. Ahí se dedicó a decorar mansiones privadas e iglesias ortodoxas. Seguía añorando su tierra natal y, después de decorar la embajada soviética en 1936, regresó a la Rusia soviética. Dio conferencias en la Academia Soviética de las Artes hasta 1941. Bílibin murió de inanición durante el sitio de Leningrado y fue enterrado en una fosa común.

## Vida personal
Bílibin se casó en 1902 con una antigua alumna, la pintora rusa de origen irlandés e ilustradora de cuentos infantiles Mary Chambers. Tuvieron dos hijos, Alexander (1903-1972) e Iván (1908-1993). Ya divorciado, en 1912 volvió a casarse con otra exalumna, la graduada en la Escuela de Bellas Artes Rennée O'Connell, bisnieta de Daniel O'Connell. En 1923 se casó con su tercera y última esposa, la pintora rusa Alexandra Schyekatikhina-Pototskaya, con quien tuvo una exposición conjunta en Ámsterdam en 1929.

## Obras seleccionadas

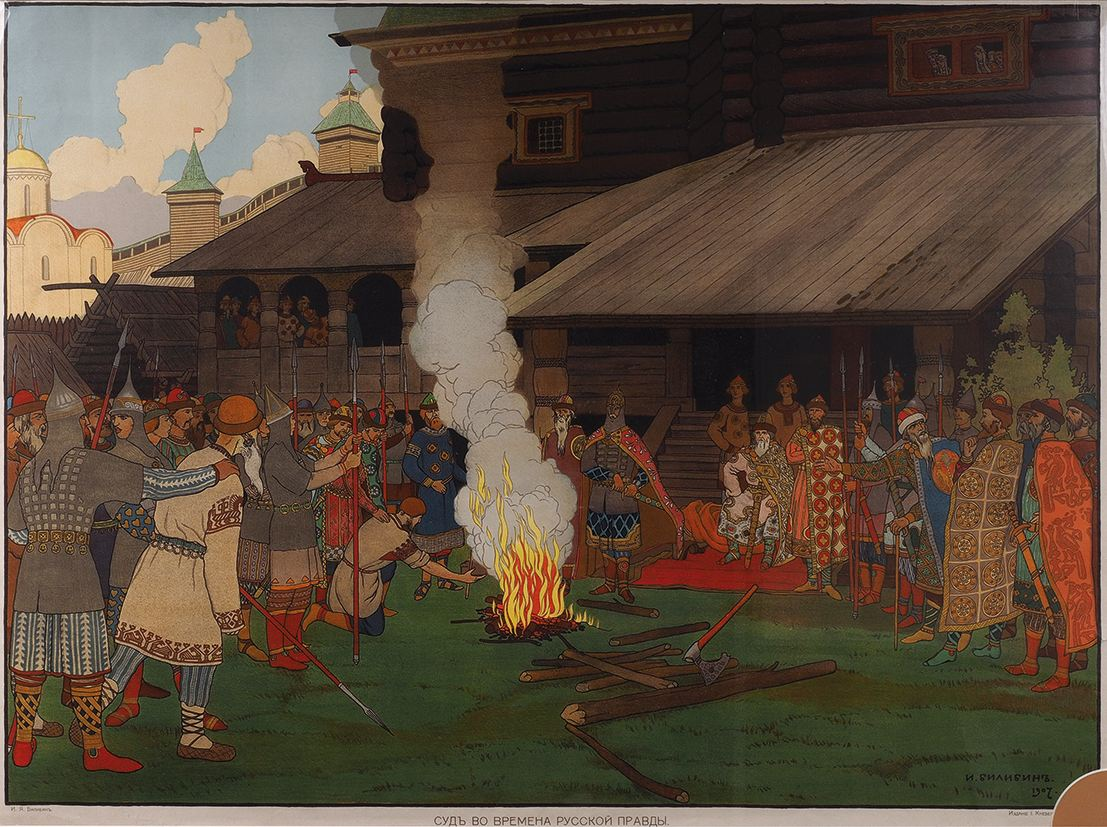
Impartiendo justicia en la Rus de Kiev, década de 1890
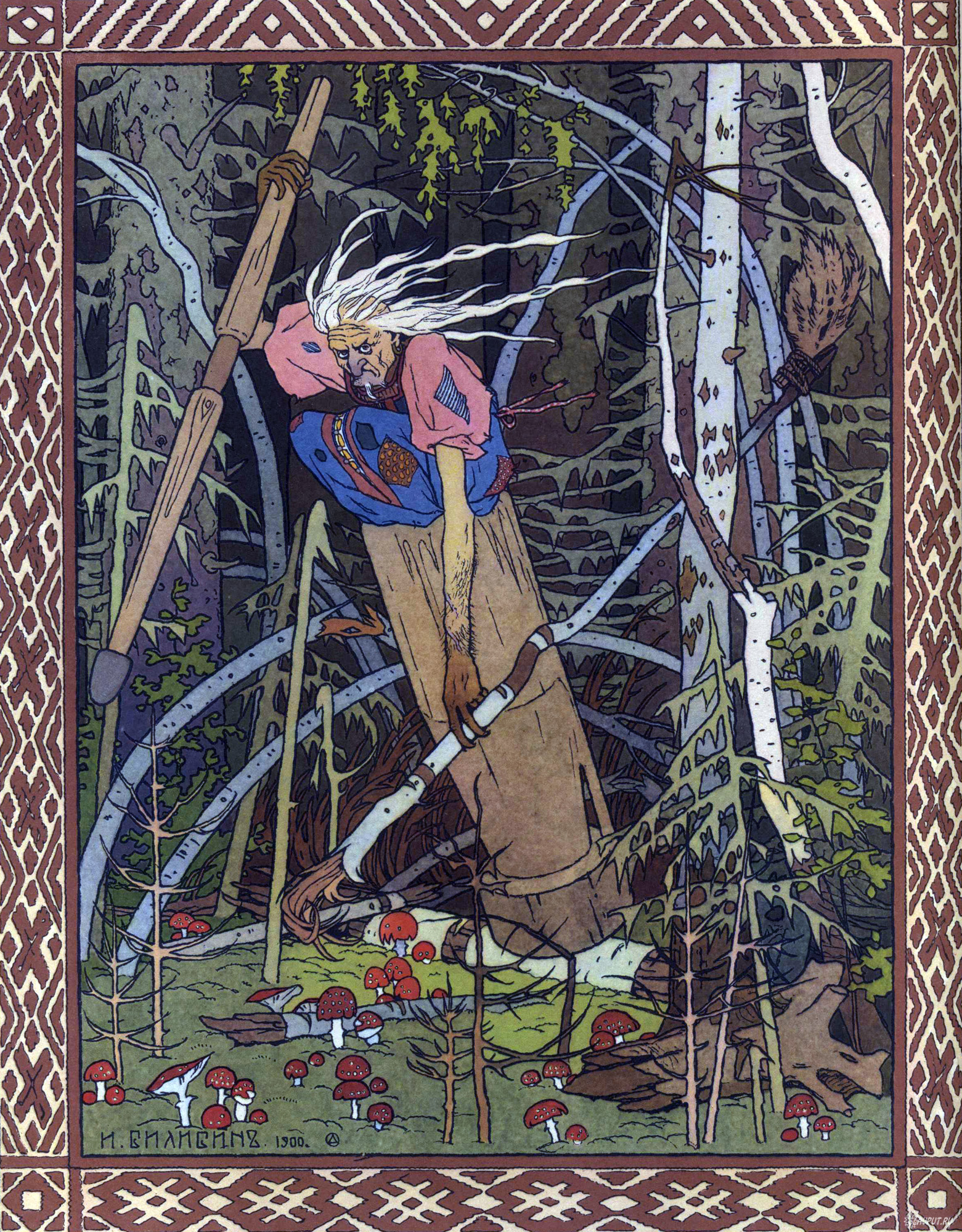
Baba Yagá de Vasilisa la Hermosa, 1899
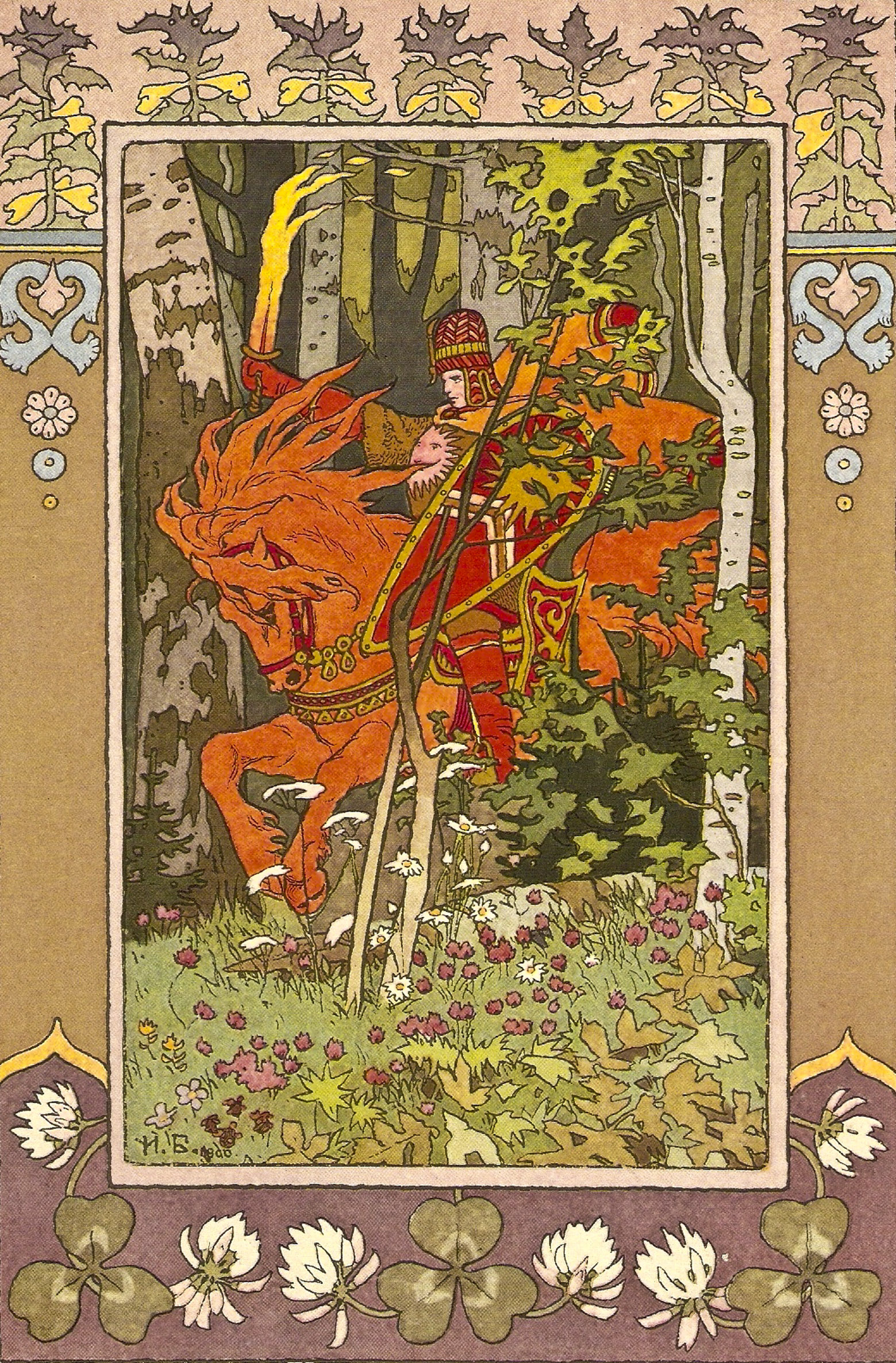
El jinete rojo de Vasilisa la Hermosa, 1899
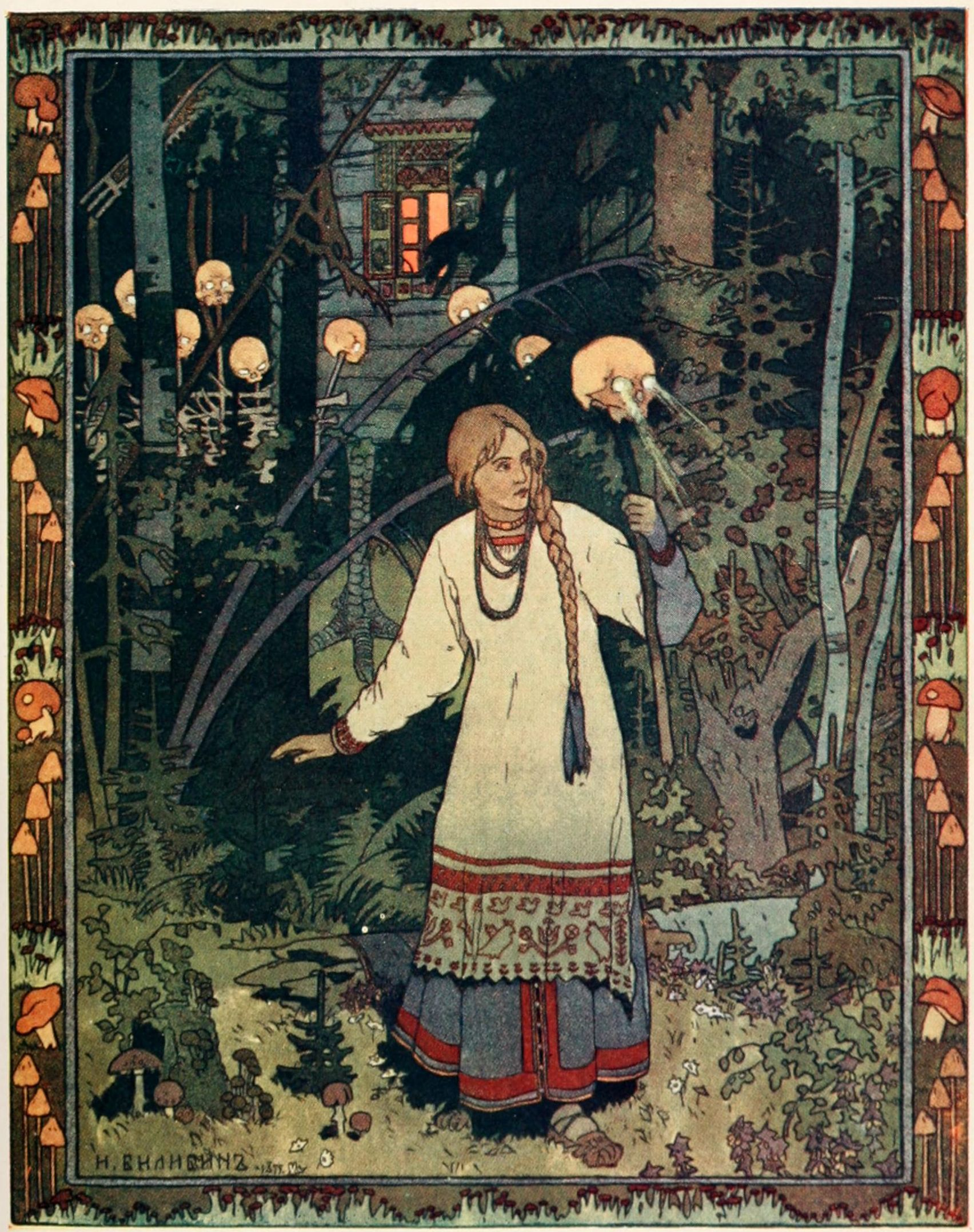
Vasilisa la Hermosa, 1899
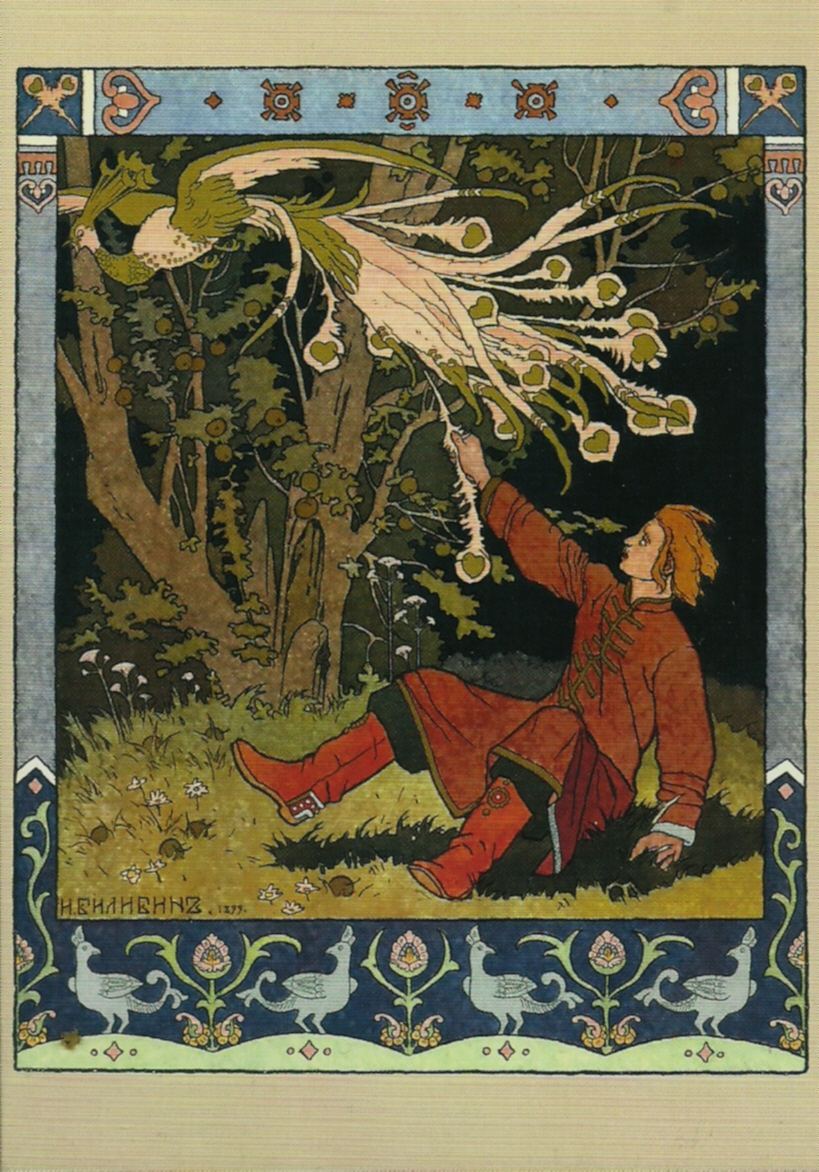
Iván Tsarévich atrapando la pluma del pájaro de fuego, 1899
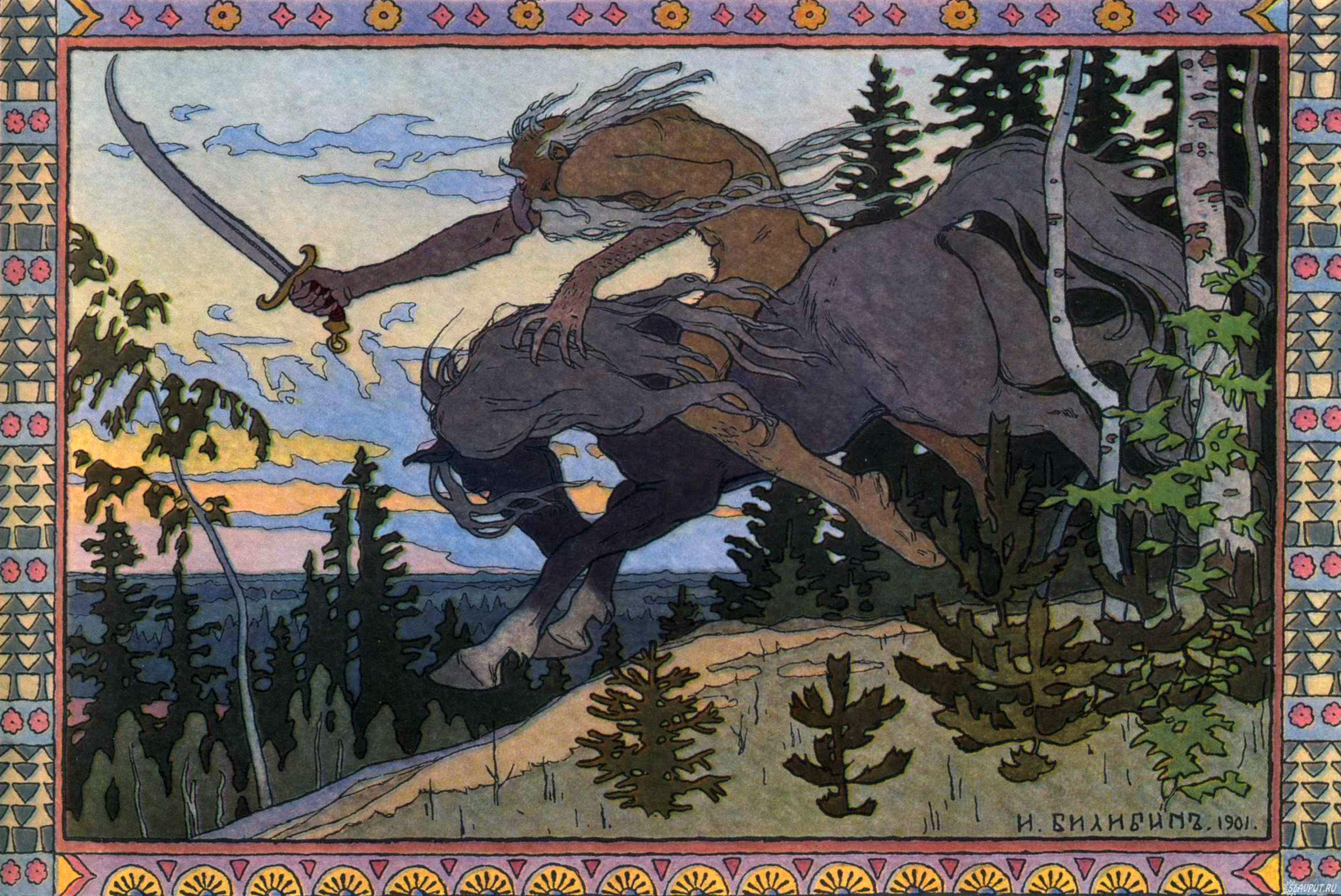
Koschei el Inmortal, de María Morevna, 1900
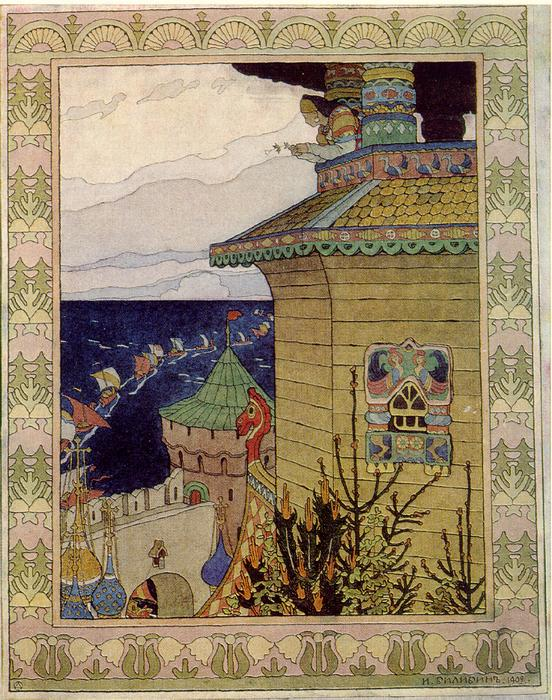
Sadkó, 1902
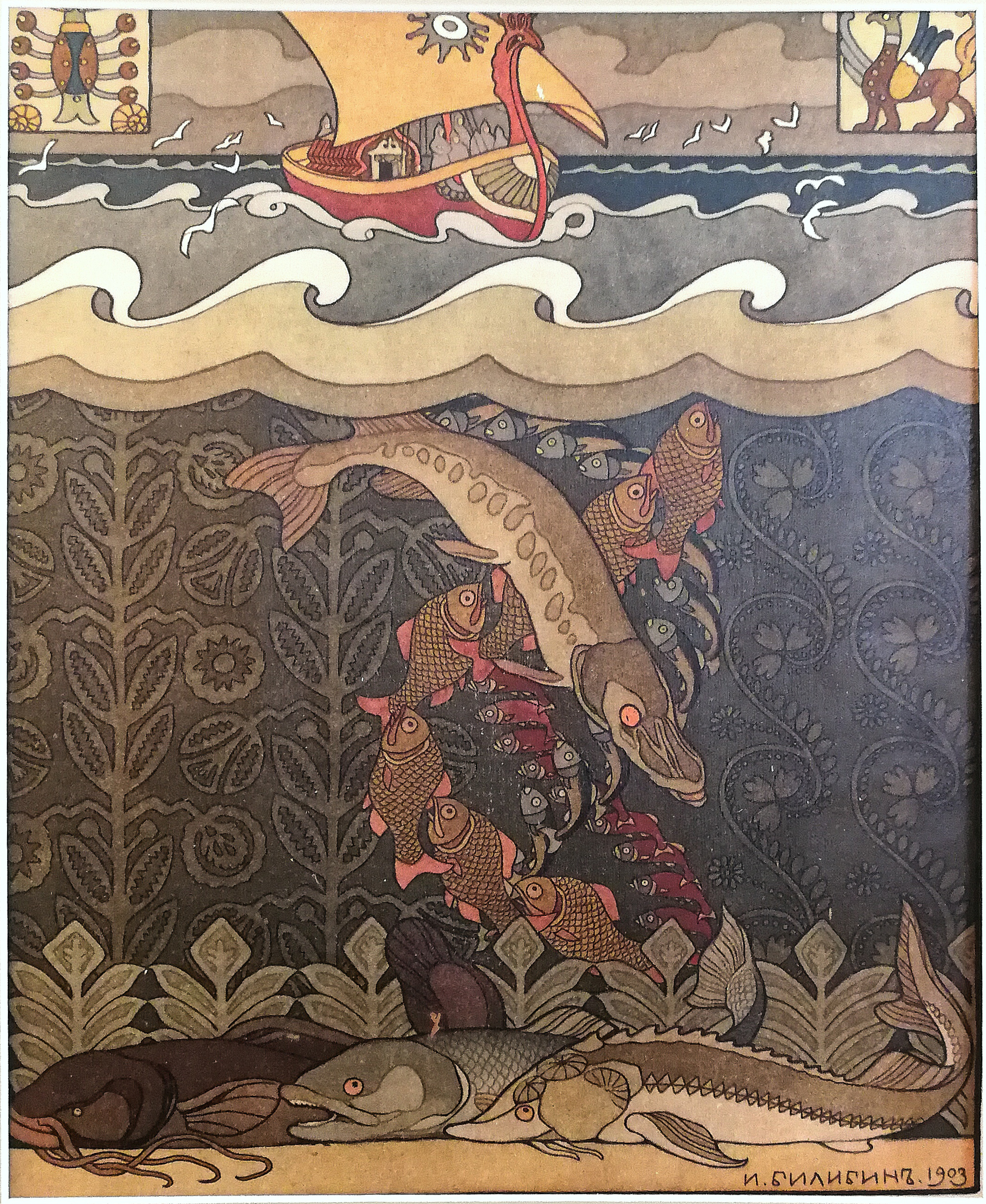
Ilustración para Volga, 1904
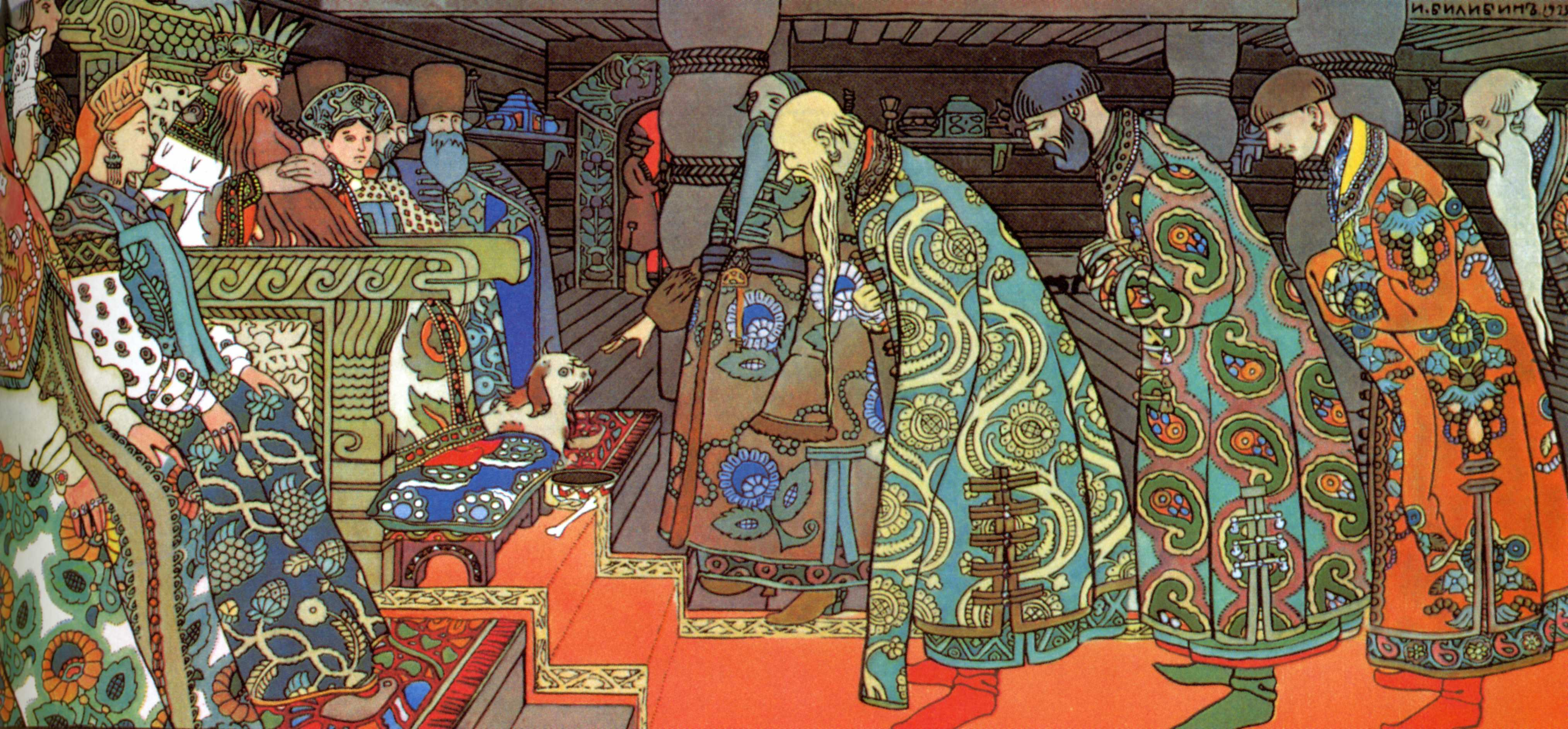
Los mercaderes visitan al Zar Saltán, 1905
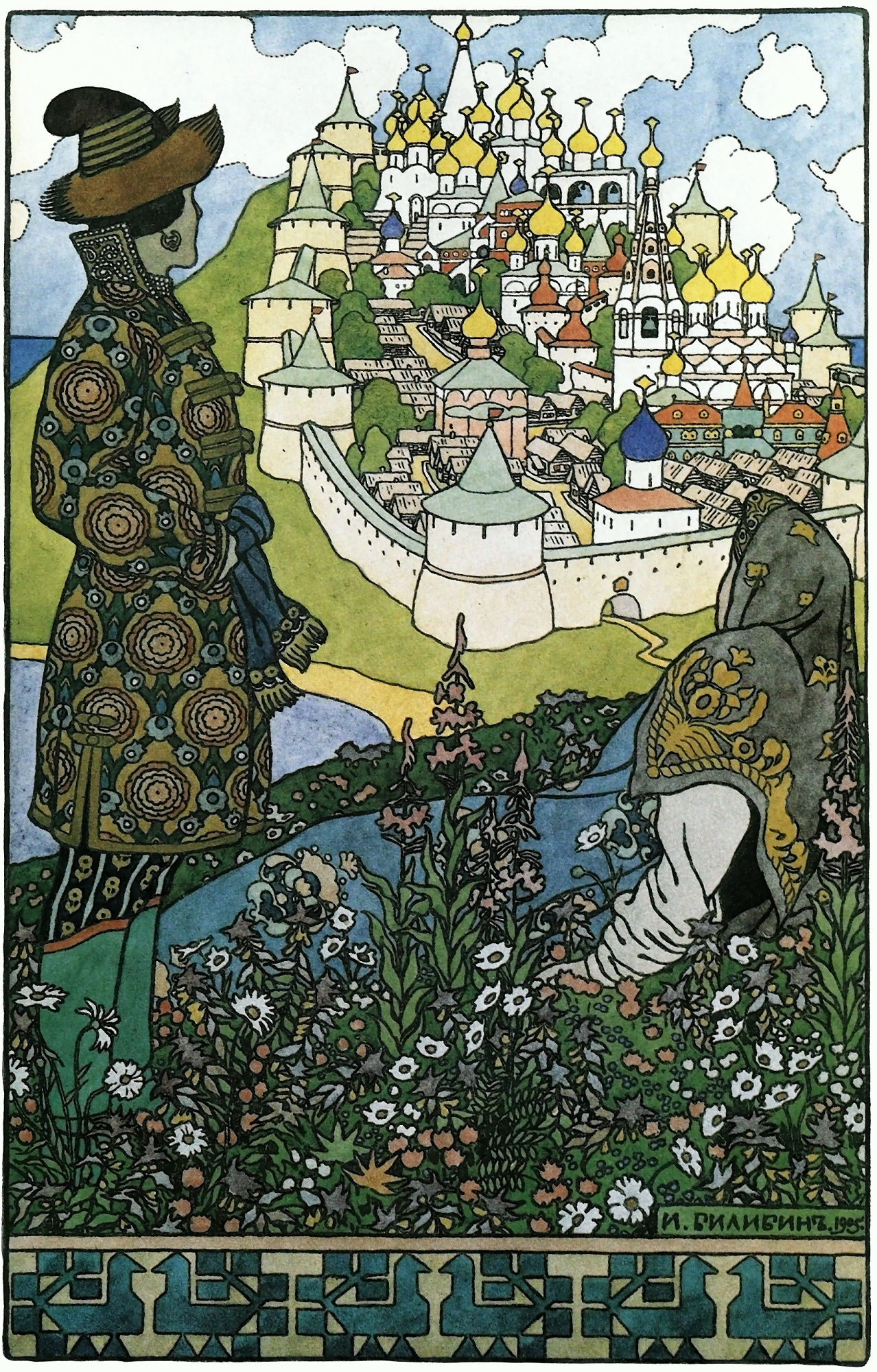
La isla Buyán 1905
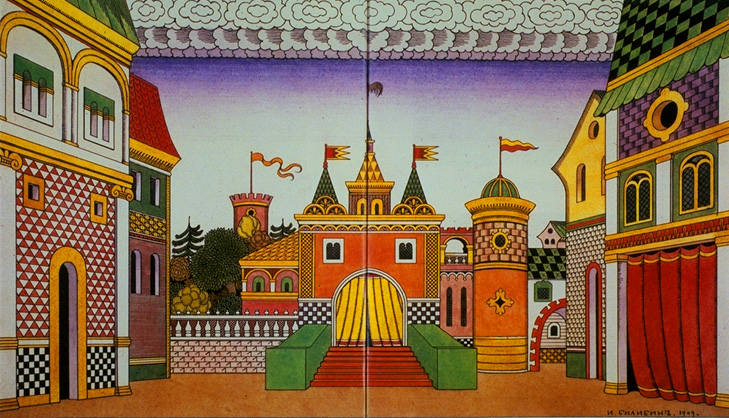
Diseño escénico para la ópera El gallo de oro, 1909
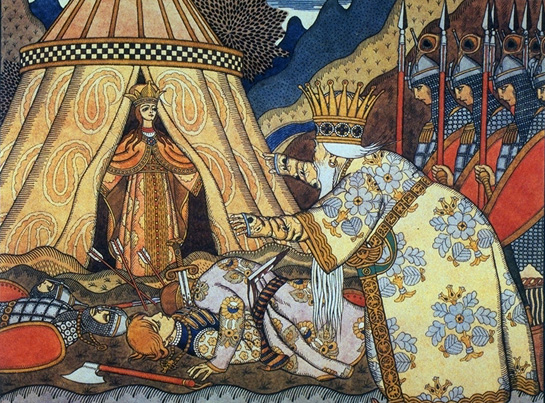
Diseño escénico para la ópera El gallo de oro, 1909
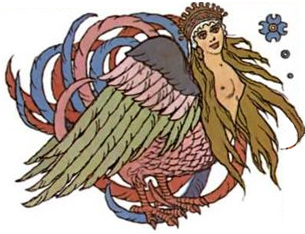
Alkonost
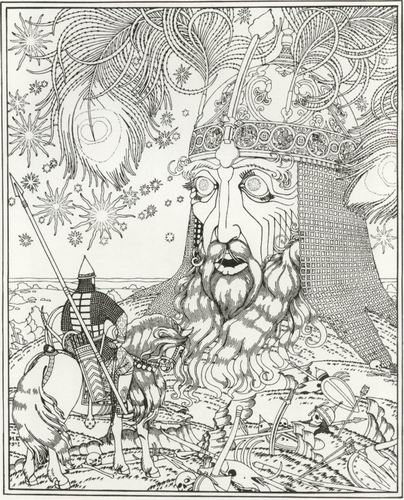
Ilustración para Ruslán y Liudmila de Pushkin, 1917
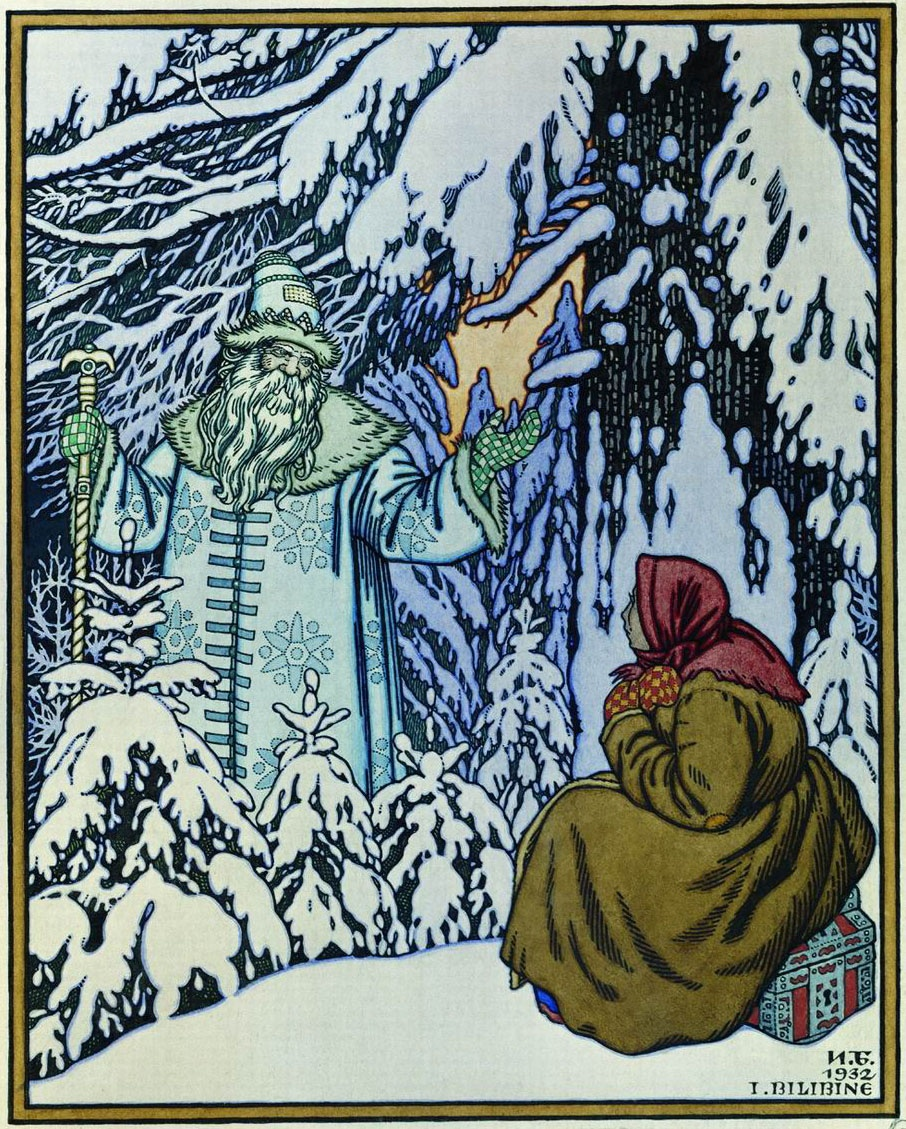
Morozko, 1932
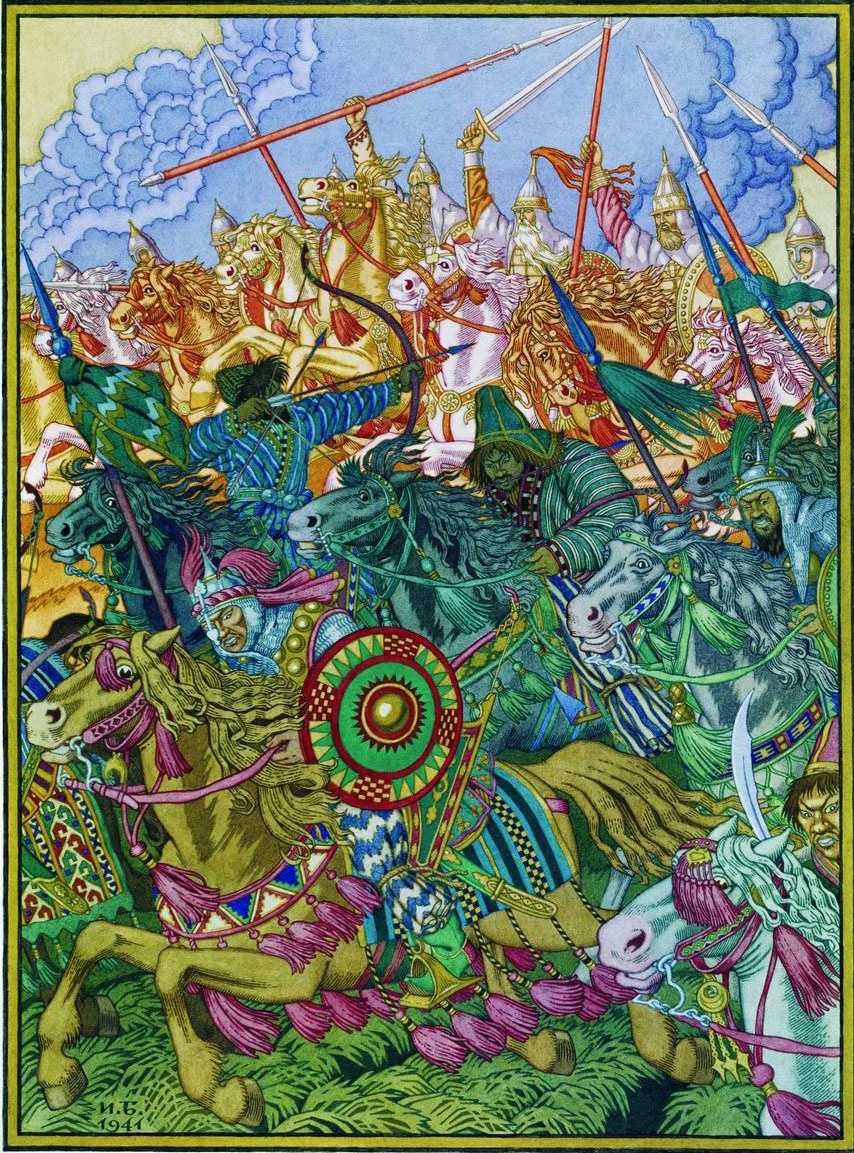
ilustración para el Cantar de las Huestes de Igor, 1941
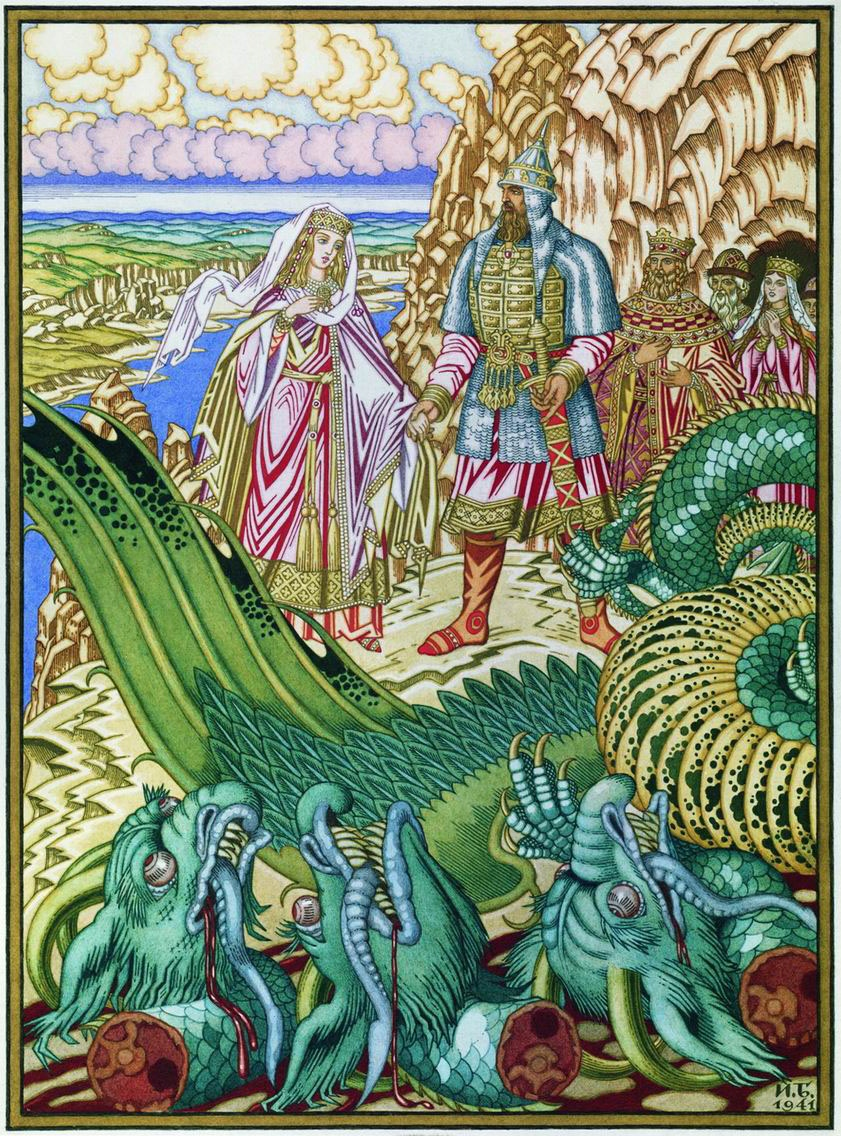
Dobrynya Nikítich rescata a Zabava del zmeu Gorýnych
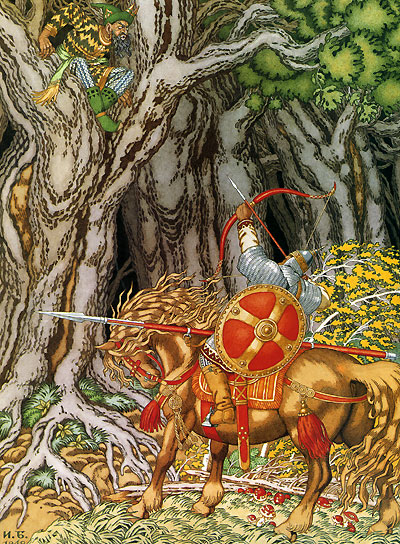
Ilyá Múromets y Solovéi el Bandido (Ruiseñor el Bandido)